# Maria Pia de Saxa-Coburg-Gotha Bragança

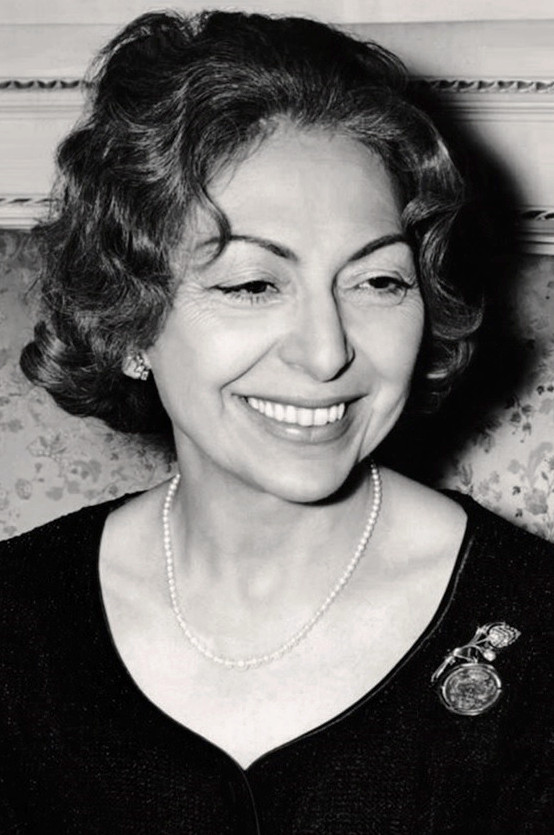
Maria Pia de Saxa-Coburg-Gotha Bragança

Maria Pia de Saxa-Coburg și Gotha Bragança (n. 13 martie 1907, Lisabona — d. 6 mai 1995, Verona) a fost numele asumat de către o femeie care a pretins că este bastardul regelui Portugaliei, Carlos I. De asemenea, ea a mai pretins că regele Carlos I al Portugaliei a recunoscut-o ca fiica sa, conferindu-i aceleași drepturi și onoruri pe care le aveau prinții legitimi ai Portugaliei. Începând cu 1957, aceasta a revendicat dreptul de a folosi titlul regal de „Ducesă de Bragança” și a făcut o cerere în vederea recunoașterii sale ca Regină a Portugaliei. În 1983, o curte de justiție portugheză i-a respins cererea pe motiv că nu a adus suficiente probe care să ateste că ar fi fiica regelui Carlos I. Este, de asemenea, cunoscută și sub pseudonimul literar, Hilda de Toledano.

## Urmași
- Fátima Francisca Xaviera Iris Bilbao de Saxa-Coburg-Gotha Bragança (1932-1982);
- Maria da Glória Cristina Amélia Valéria Antónia Blais de Saxa-Coburg-Gotha Bragança (n. 1947).
  - Carlos Miguel Berrocal de Saxa-Coburg-Gotha Bragança (n. 1976).
  - Beltrán José Berrocal de Saxa-Coburg-Gotha Bragança (n. 1978).
- Rosario Poidimani (n. 1941), pretins copil adoptiv.